# Avenue du Général-Leclerc (La Courneuve)
Pour les articles homonymes, voir Avenue du Général-Leclerc.
L' avenue du Général-Leclerc est un des axes principaux de La Courneuve.

## Situation et accès

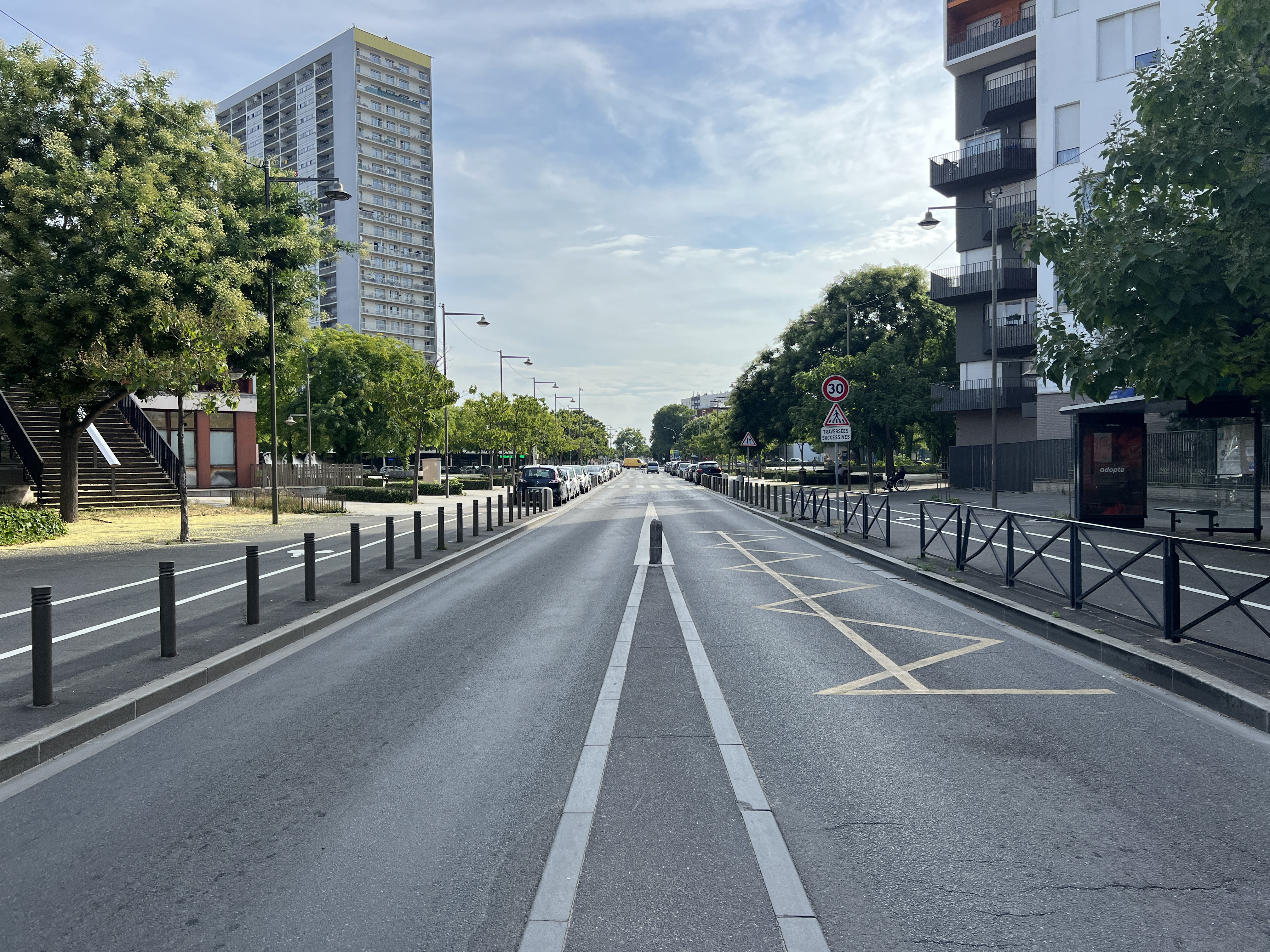
L'avenue du Général-Leclerc.

Cette voie de circulation suit le tracé de la route départementale 30.
Le quartier bénéficiera en 2026 de l’arrivée de la station de métro La Courneuve - Six Routes, sur la ligne 16-17 du réseau du Grand Paris Express. Le tunnel de la ligne ferroviaire passe sous l'avenue.

## Origine du nom

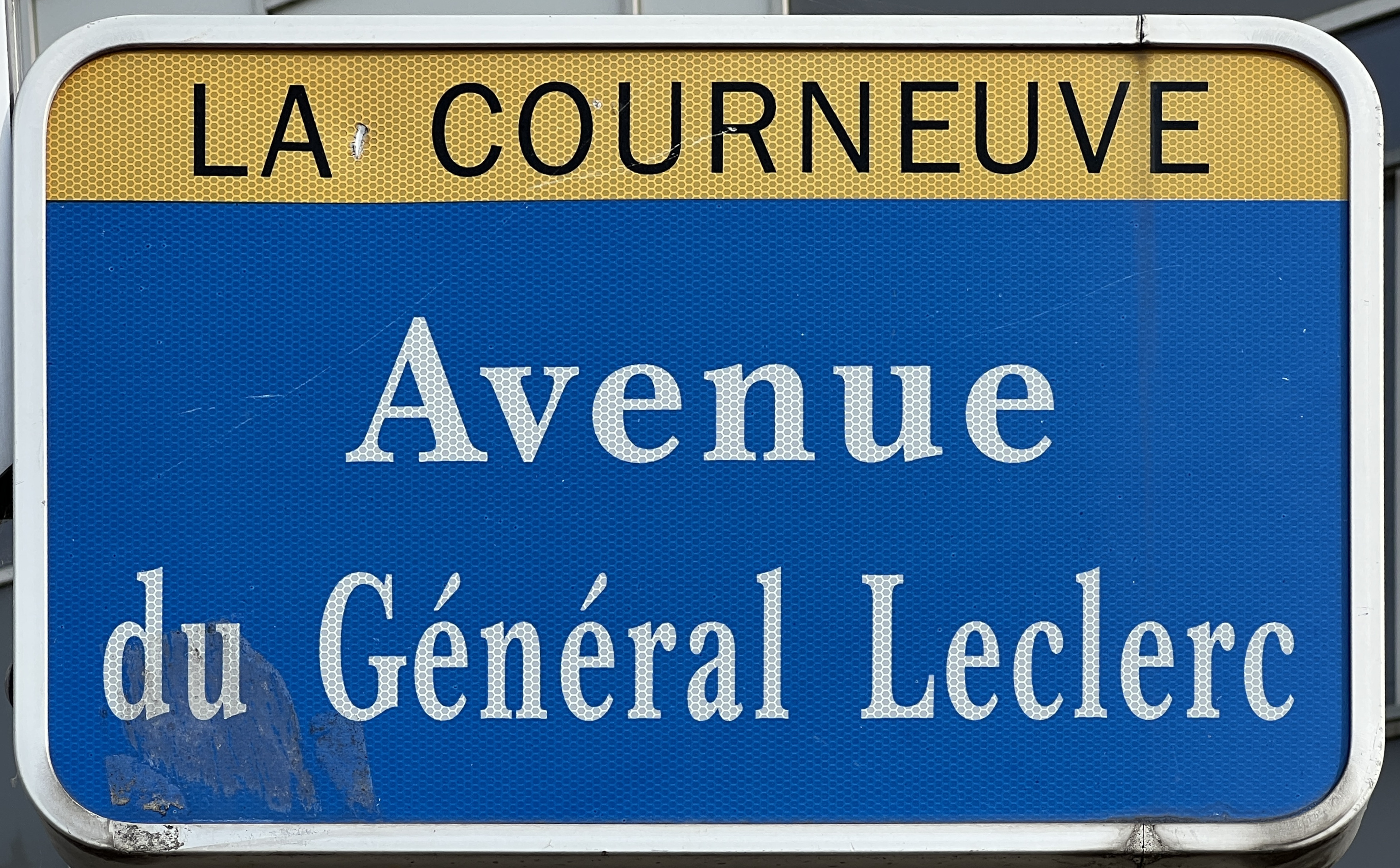
Plaque de l'avenue.

Le nom de cette avenue est un hommage rendu au général Philippe Leclerc de Hauteclocque (22 novembre 1902 – 28 novembre 1947).

## Historique
Le tracé de cette avenue parfaitement rectiligne date de la fin du XIXe siècle, lorsque La Courneuve fut désenclavée.
Elle s'est tout d'abord appelée avenue de la Paix.
Pendant les années 1950, l'OPHLM de Paris fait construire la cité des 4000, logements munis de tout le confort moderne de l'époque: salle d'eau, chauffage central, batteries d'ascenseurs, etc.
Une évolution de la population probablement due en partie à la politique d'attribution des logements amène des problèmes sociaux et budgétaires, jusqu'à ce qu'en 1984, la ville de Paris cède l'ensemble à la ville de la Courneuve, qui peut alors procéder à la réhabilitation du quartier.
Les années 2010 voient naître une architecture urbaine à taille plus humaine.

## Bâtiments remarquables et lieux de mémoire
- Cité des 4000, et notamment la Tour Leclerc construite en 1963, plus haut immeuble de la ville[6].
- Chapelle L'Emmanuel de La Courneuve, construite en 1961[7].
- Future station de métro La Courneuve - Six Routes.